# Gottlieb Jakob Planck

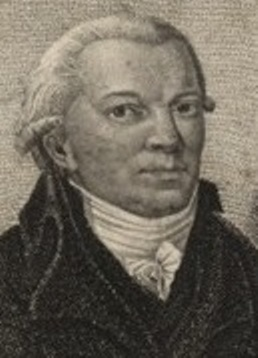
Gottlieb Jakob Planck

Gottlieb Jakob Planck (* 15. November 1751 in Nürtingen; † 31. August 1833 in Göttingen) war ein deutscher evangelischer Theologe und Kirchenhistoriker.

## Leben

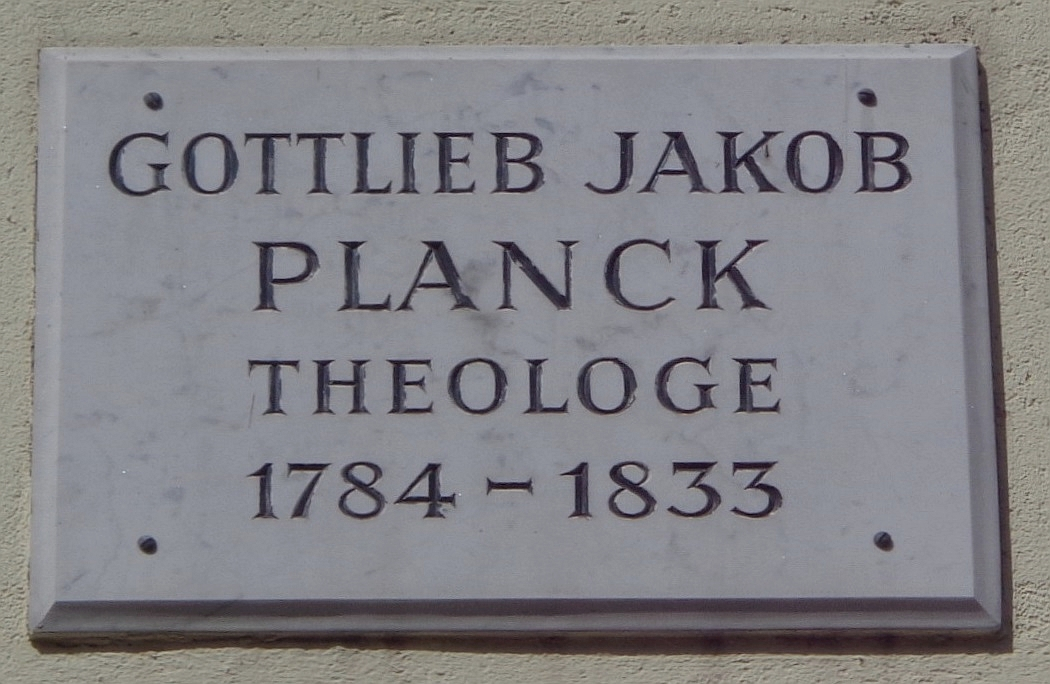
Göttinger Gedenktafel an Plancks Wohnhaus; die Jahreszahlen bezeichnen den Zeitraum, in dem Planck dort wohnte.

Planck war das älteste von 16 Geschwistern und besuchte die Nürtinger Lateinschule. Danach war er von 1763 bis 1765 Klosterschüler in Bebenhausen und Blaubeuren und studierte anschließend mit herzoglichem Stipendium bis 1774 in Tübingen Theologie. 1775 bis 1780 wirkte Planck als Stiftsrepetent am Tübinger Stift. 1781 heiratete er Luise Schickhardt, eine Tochter des herzoglichen Finanzmanns Andreas Schickhardt, und wechselte nach Stuttgart. Von 1781 bis 1784 war er Prediger und außerordentlicher Professor an der hohen Karlsschule in Stuttgart. 1784 erhielt er – auch auf Vermittlung seines Freundes Ludwig Timotheus Spittler – den Ruf auf die Professur für Kirchengeschichte an der Universität Göttingen, die er bis zu seinem Tod innehatte. 1815 amtierte er als Rektor der Universität Göttingen. An seinem Wohnhaus Johannisstraße 29 erinnert eine Gedenktafel an ihn.
Neben der Professur bekleidete Planck auch kirchliche Ämter. 1791 wurde er zum Konsistorialrat berufen, von 1805 bis 1827 war er Generalsuperintendent der Generaldiözese Göttingen. Von 1828 bis zu seinem Tode 1833 war Planck Abt des Klosters Bursfelde bei Hann. Münden im Weserbergland.
Er war der Vater des Theologen Heinrich Ludwig Planck und Urgroßvater des Physik-Nobelpreisträgers Max Planck.

## Leistung
Plancks wichtigstes Werk, die Geschichte der Entstehung, der Veränderungen und der Bildung des protestantischen Lehrbegriffs, erschien in sechs Bänden 1781–1800. Es folgten eine Reihe weiterer kirchenhistorischer Monographien (Grundriß einer Geschichte der kirchlichen Verfassung, kirchlichen Regierung und des kanonischen Rechts, besonders in Hinsicht auf die deutsche Kirche. Göttingen 1790;  Anecdota ad historiam Concilii Tridentini pertinentia, fasc.I–XXV. Göttingen 1791–1818; Über die Zeit des ersten Ursprungs der Diöcesanverfassung und Diöcesanverhältnisse in der Kirche. Göttingen 1792; Abriß einer historischen und vergleichenden Darstellung der dogmatischen Systeme unsrer verschiedenen christlichen Hauptparteien nach ihren Grundbegriffen, ihren daraus abgeleiteten Unterscheidungslehren und ihren praktischen Folgen. Göttingen 1796; Geschichte der christlich-kirchlichen Gesellschaftsverfassung. 5 Bände Hannover 1803–1809) von teilweise großem Umfang. Sein besonderes Interesse galt der Anbahnung einer Union zwischen Reformierten und Lutheranern (Über die Trennung und Wiedervereinigung der getrennten christlichen Hauptpartheyen, mit einer kurzen historischen Darstellung der Umstände, welche die Trennung der lutherischen und reformierten Parthey veranlaßten, und der Versuche, die zu ihrer Wiedervereinigung gemacht wurden. Tübingen 1803); aber auch eine Einheit der evangelischen und der römisch-katholischen Kirche hielt er für möglich (Worte des Friedens an die katholische Kirche gegen ihre Vereinigung mit der protestantischen. Göttingen 1809; Über die gegenwärtige Lage und Verhältnisse der katholischen und der protestantischen Parthey in Deutschland und einige besondere zum Theil von dem Deutschen Bundestage zu erwartende Bestimmungen. Hannover 1816). Als Vertreter des rationalistischen Supranaturalismus trat er auch für die Authentizität und historische Zuverlässigkeit der Evangelien ein (Über die Behandlung, die Haltbarkeit und den Werth des historischen Beweises für die Göttlichkeit des Christenthumes. Göttingen 1821).

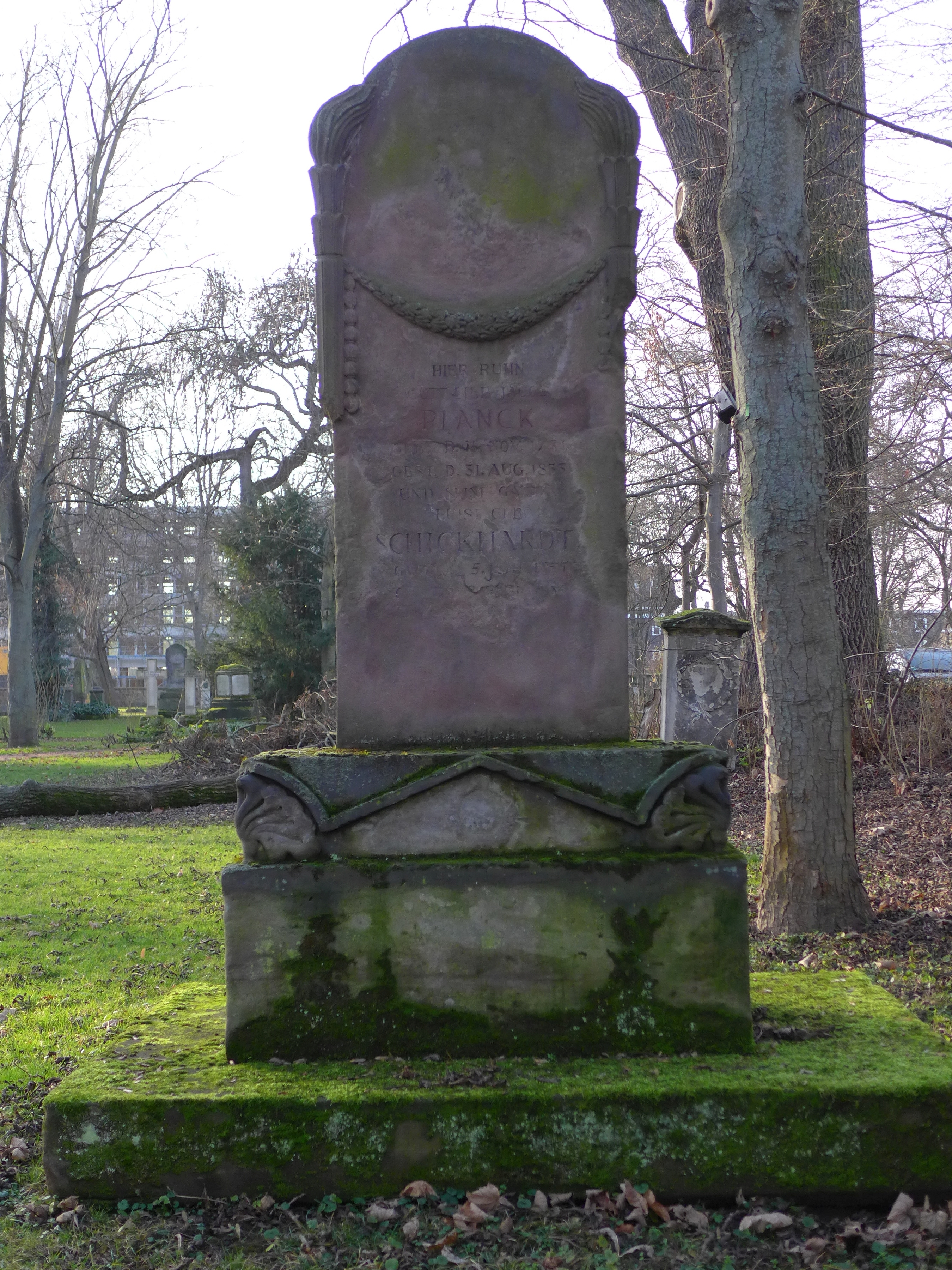
Plancks Ruhestätte auf dem Bartholomäusfriedhof

## Bekannte Schüler
- Ernst Sartorius (1797–1859)

## Schriften (Auswahl)
- Geschichte der Entstehung, der Veränderungen und der Bildung unseres protestantischen Lehrbegriffs vom Anfang der Reformation bis zur Einführung der Konkordienformel. Sechs Bände. Crusius, Leipzig 1781–1800.
- Neueste Religionsgeschichte. Drei Bände. Meyer, Lemgo 1787–1793.
- Grundriss einer Geschichte der kirchlichen Verfassung, kirchlichen Regierung und des kanonischen Rechts. Göttingen 1790.
- Einleitung in die theologischen Wissenschaften. Crusius, Leipzig 1794–1795.

- Geschichte der protestantischen Theologie von Luthers Tode bis zu der Einführung der Konkordienformel. Crusius, Leipzig 1800.

- Über die Trennung und Wiedervereinigung der getrennten christlichen Haupt-Partheyen mit einer kurzen historischen Darstellung der Umstände, welche die Trennung der lutherischen und reformirten Parthie veranlaßten, und der Versuche, die zu ihrer Wiedervereinigung gemacht wurden. Cotta, Tübingen 1803.

- Geschichte der christlich-kirchlichen Gesellschafts-Verfassung. Fünf Bände. Hahn, Hannover 1803–1809.
- Betrachtungen über die neuesten Veränderungen in dem Zustand der deutschen katholischen Kirche und besonders über die Concordate zwischen protestantischen Souverains und dem römischen Stuhl welche dadurch veranlaßt werden möchten. Hahn, Hannover 1808.

- Grundriss der theologischen Encyclopädie zum Gebrauche bey seinen Vorlesungen. Schneider, Göttingen 1813.

- Über die gegenwärtige Lage und Verhältnisse der katholischen und der protestantischen Parthey in Deutschland und einige besondere zum Theil von dem deutschen Bundes-Tage darüber zu erwartende Bestimmungen. Betrachtungen und Wünsche. Hahn, Hannover 1816.

- Geschichte des Christenthums in der Periode seiner ersten Einführung in die Welt durch Jesum und die Apostel. Zwei Bände. Vandenhoeck & Ruprecht, Göttingen 1818.

- Über die Behandlung, die Haltbarkeit und den Werth des historischen Beweises für die Göttlichkeit des Christenthums. Zugleich ein Versuch zu besserer Verständigung unserer theologischen Partheyen. Vandenhoeck & Ruprecht, Göttingen 1821.

- Geschichte der protestantischen Theologie von der Konkordienformel an bis in die Mitte des achtzehnten Jahrhunderts. Vandenhoeck & Ruprecht, Göttingen 1831.